# Pandémie de Covid-19 en Côte d'Ivoire
- ≥ 10 000
- 1 000 à 9 999
- 500 à 999
- 100 à 499
- 10 à 99
- 1 à 9
- 0

La pandémie de Covid-19 en Côte d'Ivoire démarre officiellement le 11 mars 2020. À la date du 14 janvier 2024, le bilan est de 835 morts.

## Chronologie

### 2020
- Le 11 mars, la Côte d'Ivoire a enregistré son premier cas de Covid-19[3]. Il s'agissait d'un ressortissant ivoirien revenu récemment d'Italie[4]. Le cas est traité à l'hôpital universitaire de Treichville à Abidjan. Plusieurs personnes en contact avec la personne infectée ont été identifiées et font l'objet d'un «suivi», selon le ministre de la Santé. Le public a été assuré de «garder son calme» et de «respecter les mesures préventives appliquées». Un numéro d'urgence gratuit a été mis en place en Côte d'Ivoire (143 ou 101) pour alerter en présence de cas suspects. Plusieurs contrôles aux frontières ont également été mis en place pour tenter de limiter la propagation[5].

- Le 12 mars, l'épouse de la personne testée positive la veille a également été testée positive, ce qui porte le nombre total de cas à deux[6].

- Le 14 mars, de nouveaux cas ont été confirmés, portant le nombre total de cas à quatre[7].

- Le 16 mars, le gouvernement a annoncé que le nombre total de cas confirmés était passé à six et que le patient identifié le 11 mars s'était rétabli[8]. La Côte d'Ivoire a également suspendu les vols vers les pays qui ont plus de 100 cas déclarés pendant 15 jours, n'autorisant que les citoyens et les résidents[9].

- Le 18 mars, trois autres cas ont été confirmés, ce qui porte le nombre total à neuf[10].

- Le 20 mars, le gouvernement a annoncé cinq autres cas confirmés, portant le nombre total à 14[11]. Le même jour, le gouvernement a décidé de fermer toutes les frontières à partir de minuit le 22 mars jusqu'à nouvel ordre[12].

- Le 21 mars, trois autres cas ont été confirmés. Le 22 mars, huit nouveaux cas supplémentaires ont été confirmés, ce qui porte le total à 25[13].

- Le 23 mars, la Côte d'Ivoire a déclaré l'état d'urgence[14].

- Le 24 mars, 48 nouveaux cas ont été confirmés, ce qui porte le total à 73 cas[15].

- Le 25 mars, sept nouveaux cas ont été confirmés, ce qui porte le total à 80 cas[16].
- Le 26 mars, 16 nouveaux cas ont été confirmés, ce qui porte le total à 96 cas[17].
- Le 27 mars, cinq nouveaux cas ont été confirmés, portant le total au-dessus des 100, avec un total de 101 cas et deux patients en convalescence, portant ainsi le total des cas récupérés à trois[18]. Une patiente diabétique de 58 ans, dans le coma depuis le 25 mars, est devenue la première victime.
- Le 28 mars, 39 nouveaux cas ont été confirmés, ce qui porte le total à 140[19].
- Le 29 mars, 25 nouveaux cas ont été confirmés, portant le total à 165. Il y a eu le premier décès[20] et une autre récupération, portant ainsi le total récupéré à quatre[21]. Du 29 mars au minuit au 15 avril, aucun transport n'est autorisé entre la grande région d'Abidjan (district autonome d'Abidjan, Dabou, Azaguié, Bingerville, Grand-Bassam, Bonoua, Assinie-Mafia) et le reste du pays[22]. Des exceptions sont prévues pour les denrées alimentaires, les médicaments, les évacuations médicales, le carburant, les services publics et les véhicules avec une autorisation spéciale.
- Le 30 mars, trois nouveaux cas ont été confirmés, ce qui porte le total à 168. Il y a également eu deux autres guérisons, ce qui porte le total à six[23].
- Le 31 mars, le nombre de cas confirmés augmente de 11 à 179, dont sept se sont rétablis[24].

En mars 2020, le gouvernement autorise par décret l'utilisation de la molécule d'hydroxychloroquine.

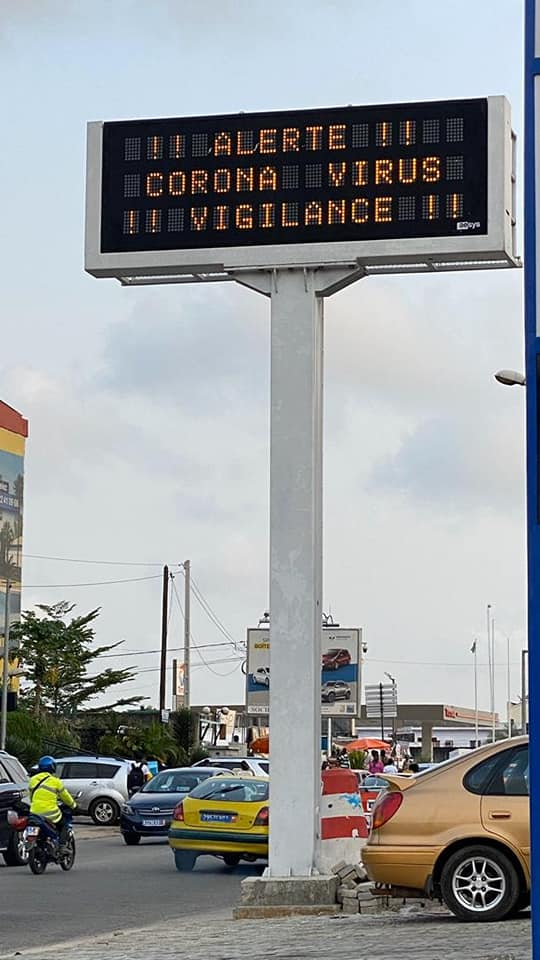
Panneau de signalisation électronique.

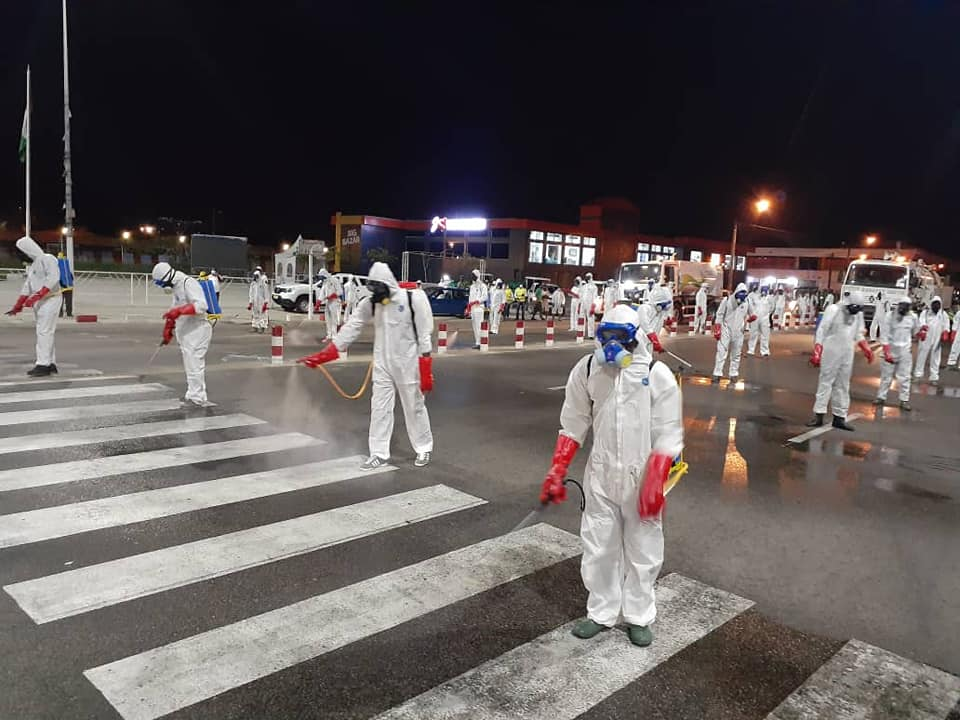
Désinfection de la voirie à Abidjan.

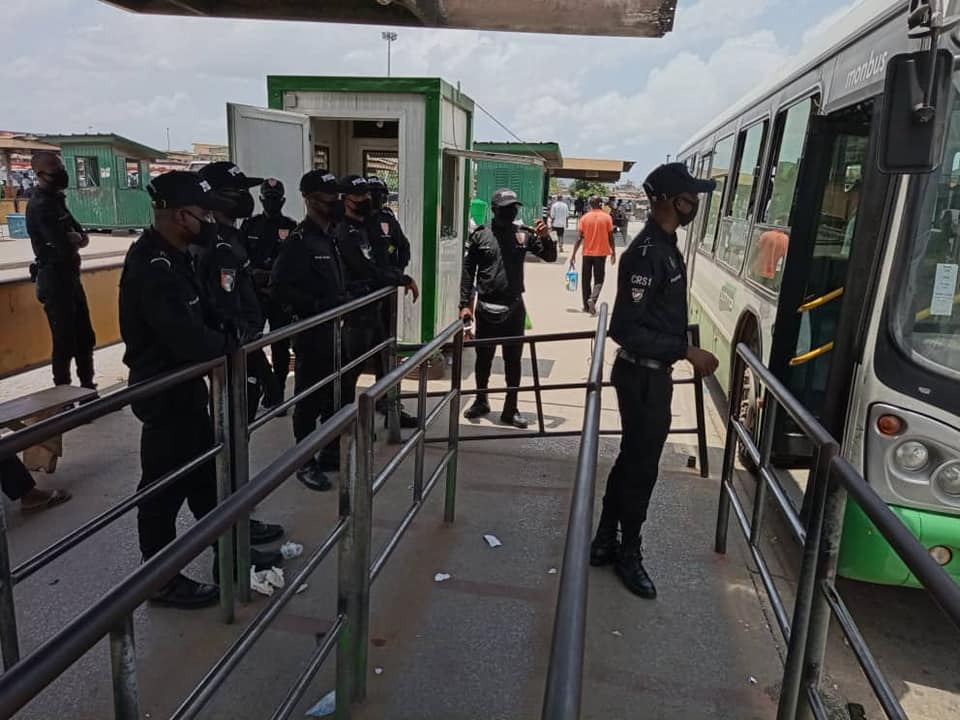
Sensibilisation des voyageurs à la gare routière d'Adjamé.

- Le 1er avril, 11 nouveaux cas ont été confirmés, ce qui porte le total à 190. Il y a eu deux nouvelles guérisons, ce qui porte le nombre total de personnes guéries à neuf[26].
- Le 2 avril, il y a eu plus de nouvelles guérisons (six) que de nouveaux cas confirmés (quatre). Le nombre total de cas confirmés s'élevait à 194, le nombre total de guérisons à 15[27].
- Le 3 avril, le nombre total de cas est passé à 218 après que 24 nouveaux cas ont été confirmés, tandis que quatre guérisons supplémentaires signifiaient que 19 patients s'étaient rétablis. Les nouveaux cas comprenaient les premiers cas confirmés à Bouaké et Soubré[28].
- Le 4 avril, il y avait 27 nouveaux cas, ce qui porte le nombre de cas confirmés à 245. San Pedro et Toulepleu ont eu leurs premiers cas confirmés. Le nombre total de patients guéris a augmenté de six, à 25[29].
- Le 5 avril, 16 nouveaux cas ont été confirmés. Deux patients hospitalisés sont décédés, tandis que 12 patients ont récupéré. Le nombre total s'élevait à 261 cas confirmés, trois décès et 37 patients guéris[30].
- Le 6 avril, 62 nouveaux cas ont été confirmés et quatre autres patients guéris. Sur les 62 nouveaux cas, 58 étaient à Abidjan et quatre à Adiaké. Le ministre de la Défense Hamed Bakayoko a annoncé qu'il était l'un des cas confirmés[31]. Depuis le début de l'épidémie, 323 cas ont été confirmés, dont 41 se sont rétablis et trois sont décédés. Le Ministère de la Santé et de l'Hygiène Publique a publié une liste de sites, à Abidjan et alentours pour les tests : Yopougon, Abobo, Marcory, Koumassi et Port-Bouët ; traitement : Treichville, Cocody, Grand-Bassam, Yopougon, Abidjan et Anyama ; mise en quarantaine (Marcory) ; et pour analyse (Institut Pasteur d'Abidjan). Cette annonce a provoqué de violentes manifestations à Youpogon et Koumassi[32].
- Le 7 avril, 26 cas ont été confirmés, ce qui porte le total à 349.
- Le 8 avril, 35 nouveaux cas ont été recensés, ce qui porte le total à 384[33].
- Le 9 avril, 60 nouveaux cas ont été confirmés, portant le total à 444 cas. dont quatre nouvelles récupérations, ce qui porte le nombre total à 52. Le Conseil de sécurité nationale a tenu une réunion extraordinaire et a décidé de rendre obligatoire le port du masque dans le Grand Abidjan[34].Cas confirmés et décès en Côte d'Ivoire - Historique - Données OMS

Cas confirmés et décès en Côte d'Ivoire - Historique - Données OMS

- Le 10 avril, 36 nouveaux cas ont été confirmés. Deux autres patients se sont rétablis[35].
- Le 11 avril, 53 nouveaux cas portant le total à 533 malades, dont 58 guérisons et quatre décès[36].
- Le 12 avril, 41 nouveaux cas enregistrés, ce qui porte le total à 574. Le nombre total de patients guéris est passé à 85. Le nombre de morts est passé à cinq[37].
- Le 14 avril, 34 nouveaux cas d'infection ont été enregistrés, portant à 688 le nombre total de cas confirmés. Il y a également 47 nouveaux cas guéris et un total de cinq décès[38].
- Le 22 avril, Le Gouvernement annonce le lancement d'un fonds qui sera distribué par Orange Money, à hauteur de 75 000 francs CFA par ménage[39].

En novembre, la Côte d’Ivoire recense officiellement 128 décès et environ 21 000 cas depuis le printemps et "Le Covid n’est plus une préoccupation du quotidien".
Au 12 décembre 2020, selon l'OMS, il y a 21 618 cas cumulés et 133 morts. Il y avait 1 159 nouveaux cas et cinq décès en décembre, portant le nombre de cas à 22 490 dont 137 décès.

### 2021
En janvier il y avait 5 909 nouveaux cas et 17 décès, portant le nombre de cas à 28 399 dont 154 décès.
En février il y avait 4 355 nouveaux cas et 38 décès, portant le nombre de cas à 32 754 dont 192 décès.
En mars il y avait 11 135 nouveaux cas et 52 décès, portant le nombre de cas à 43 889 dont 244 décès.
En avril il y avait 2 147 nouveaux cas et 42 décès, portant le nombre de cas à 46 036 dont 286 décès.
En mai il y avait 1 256 nouveaux cas et 19 décès, portant le nombre de cas à 47 292 dont 305 décès.
En juin il y avait 1 013 nouveaux cas et 8 décès, portant le nombre de cas à 48 305 dont 313 décès.
En juillet il y avait 1 830 nouveaux cas et 16 décès, portant le nombre de cas à 50 135 dont 329 décès.
En août il y avait 5 534 nouveaux cas et 112 décès, portant le nombre de cas à 55 669 dont 441 décès.
En septembre il y avait 4 584 nouveaux cas et 183 décès, portant le nombre de cas à 55 669 dont 624 décès.
En octobre il y avait 5 628 nouveaux cas et 71 décès, portant le nombre de cas à 61 297 dont 695 décès.
En novembre il y avait 427 nouveaux cas et neuf décès, portant le nombre de cas à 61 724 dont 704 décès.
En décembre il y avait 9 280 nouveaux cas et dix décès, portant le nombre de cas à 71 004 dont 714 décès.

### 2022
En janvier il y avait 9 714 nouveaux cas et 71 décès, portant le nombre de cas à 80 718 dont 785 décès.
En février il y avait 765 nouveaux cas et huit décès, portant le nombre de cas à 81 483 dont 793 décès.
En mars il y avait 258 nouveaux cas et trois décès, portant le nombre de cas à 81 741 dont 796 décès.
En avril il y avait 204 nouveaux cas et trois décès, portant le nombre de cas à 81 945 dont 799 décès.
En mai il y avait 270 nouveaux cas, portant le nombre de cas à 82 215 dont 799 décès.
En juin il y avait 1 248 nouveaux cas et six décès, portant le nombre de cas à 83 463 dont 805 décès.
En juillet il y avait 1 900 nouveaux cas et six décès, portant le nombre de cas à 85 363 dont 811 décès.
En août il y avait 1 375 nouveaux cas et huit décès, portant le nombre de cas à 86 738 dont 819 décès.
En septembre il y avait 520 nouveaux cas et sept décès, portant le nombre de cas à 87 258 dont 826 décès.
En octobre il y avait 516 nouveaux cas et un décès, portant le nombre de cas à 87 774 dont 827 décès.
En novembre il y avait 113 nouveaux cas et trois décès, portant le nombre de cas à 87 887 dont 830 décès.
En décembre il y avait 54 nouveaux cas et un décès, portant le nombre de cas à 87 941 dont 831 décès.

### 2023
En 2023 il y avait 443 nouveaux cas et quatre décès, portant le nombre de cas à 88 384 dont 835 décès.

## Thérapies
En mars 2020, le gouvernement autorise par décret l'utilisation de la molécule d'hydroxychloroquine. Le groupe Sanofi offre 3500 boîtes de Plaquenil Hydroxychloroquine à la Côte d’Ivoire.
Le 16 avril 2020, le Ministère de la Santé annonce, au cours de la conférence de presse quotidienne du gouvernement, que « L’hydroxychloroquine fait partie de l’association thérapeutique en cours ».
Le 1er mars 2021, le Ghana et la Côte d'Ivoire sont les deux premiers pays à lancer leurs campagnes de vaccination grâce au dispositif COVAX.

## Statistiques

Nombre de cas en Côte d'Ivoire depuis le début de l'épidémie.

Nombre de morts en Côte d'Ivoire depuis le début de l'épidémie.